# میاری لاماتیهی
میاری لاماتیهی (به لاتین: Miary Lamatihy) یک منطقهٔ مسکونی در ماداگاسکار است که در ساکارا واقع شده‌است. میاری لاماتیهی ۳٬۰۰۰ نفر جمعیت دارد و ۳۹۳ متر بالاتر از سطح دریا واقع شده‌است.